# Gorenja vas pri Čatežu
Gorenja vas pri Čatežu – wieś w Słowenii, w gminie Trebnje. W 2018 roku liczyła 38 mieszkańców.